# Carme Portella i Feliu
Carme Portella i Feliu (Tremp, 8 de febrer de 1914 - Tremp, 24 d'abril de 2014) va ser una bibliotecària catalana.

## Biografia i trajectòria professional
Filla del metge de Tremp, ciutat on rebé els primers ensenyaments al col·legi de monges de les missioneres claretianes, va continuar els estudis al Col·legi de monges de la Presentació de la Travessera de les Corts Barcelona. Més endavant va estudiar a l'Escola Superior de Bibliotecàries entre 1933 i 1936, juntament amb la seva germana bessona Josefina, si bé aquesta va començar un any abans la carrera, període en què va residir a la Residència Internacional de Senyoretes. Mentre estudiava va portar a terme, conjuntament amb la seva germana, una estada de treball al monestir de Poblet, per ajudar en la reconstrucció de la biblioteca, sota la direcció d'Eduard Toda i Güell. Les pràctiques obligatòries les va fer a Granollers, i l'estiu de 1936 va viatjar a Londres per perfeccionar l'anglès. La seva tesina de final de carrera es titula «Índex de matèries de les obres i publicacions que han estat criticades o estudiades dins dels VII volums del periòdic catalanista Joventut».
Acabats els estudis fou destinada a la biblioteca pública de Palafrugell, juntament amb la seva companya de promoció Antònia Matosas, la qual ocupà el càrrec de directora. La biblioteca encara no havia estat inaugurada (ho faria el president Lluís Companys el juliol de 1938), però des del novembre de 1937 ja s'hi treballava internament. Durant la guerra civil, les dues germanes van ser empresonades a Barcelona de gener a primers de juny de 1938. En sortir de la presó, va retornar a la biblioteca de Palafrugell.
Va participar en el Servei de Biblioteques del Front, durant el recorregut que feu el bibliobús per terres gironines el 1938, acompanyant la responsable del servei, Maria Felipa Español. Acabada la guerra civil, deixà la professió i tornà a Tremp. Uns anys més tard (1941) es casà amb el veterinari Leoncio Monreal Martínez, amb qui va tenir vuit fills. El 1982, amb 69 anys, tornà a treballar temporalment com a bibliotecària, a la Generalitat de Catalunya, a Barcelona, per tal d'acollir-se a una llei que li va permetre de rebre una pensió.

## Reconeixement
El 2014 va rebre la Medalla Centenària, concedida per la Generalitat de Catalunya, de mans del director dels Serveis Territorials de Benestar Social i Família a Lleida Josep Maria Forné i Febrer.